# Stiftung Otto Eckart
Die Stiftung Otto Eckart mit Sitz in München wurde 1996 gegründet. Sie ist als gemeinnützig anerkannt und unterstützt Projekte im sozial-karitativen und kulturellen Bereich sowie im Naturschutz.

## Beschreibung
Der Gründer und Namensgeber war der frühere Inhaber der Münchner Pfanni-Werke und Sohn des 1997 verstorbenen Unternehmers Werner Eckart. Letztgenannter ist Vorsitzender des Stiftungsrats, dem sechs weitere Mitglieder angehören. 1998 erteilte die Regierung von Oberbayern der Stiftung die Rechtsfähigkeit, wodurch sie als gemeinnützig anerkannt ist. Sie ist Mitglied im Bundesverband Deutscher Stiftungen.
Zu den Aufgaben und Zielen der Stiftung gehören:
- die Förderung von Kinder- und Jugendhilfe
- die Förderung von Kulturpflege und Naturschutz sowie
- der Unterhalt und Betrieb des Münchner Kartoffelmuseums.

Einen regionalen Schwerpunkt der Stiftungsarbeit bildet Guatemala, das Otto Eckart ab 1974 im Freistaat Bayern als Honorarkonsul vertrat. Dort werden neben der gezielten Kinder- und Jugendhilfe auch Institutionen unterstützt, die sich für die Verbesserung der Ausbildung einsetzen. In Bayern fördert die Stiftung u. a. kulturelle Projekte und die Pflege von Brauchtum.
Seit 1999 vergibt die Stiftung jährlich den mit 10.000 € dotierten „Prix International Pour les Enfants“. Er wird an Privatpersonen oder Institutionen vergeben, die sich Verdienste um das Wohl von Kindern erworben haben und bereit sind, das Preisgeld wiederum für ein entsprechendes Projekt einzusetzen.